# Terpinen-4-olo
Il terpinen-4-olo è un alcool naturale monoterpenico, componente principale dell'olio essenziale estratto dalle foglie dell'albero del tè. Trattasi inoltre del componente presente in più alta concentrazione nell'olio essenziale estratto dalla noce moscata.